# Новаљио (Вербано-Кузио-Осола)
Новаљио је насеље у Италији у округу Вербано-Кузио-Осола, региону Пијемонт.
Према процени из 2011. у насељу је живело 46 становника. Насеље се налази на надморској висини од 320 м.